# Loi de Student
Pour le test statistique, voir Test t.
En théorie des probabilités et en statistique, la loi de Student est une loi de probabilité, faisant intervenir le quotient entre une variable suivant une loi normale centrée réduite et la racine carrée d'une variable distribuée suivant la loi du χ2.
Elle est notamment utilisée pour les tests de Student, la construction d'intervalle de confiance et en inférence bayésienne.

## Définition
Soit Z une variable aléatoire de loi normale centrée et réduite et soit U une variable indépendante de Z et distribuée suivant la loi du χ2 à k degrés de liberté. Par définition, la variable
{\displaystyle T={\frac {Z}{\sqrt {U/k}}}}
suit une loi de Student à k degrés de liberté.
{\displaystyle U=\sum _{i=1}^{k}X_{i}^{2}}, alors  {\displaystyle U\sim \chi _{k}^{2}}, où les Xi sont  k variables aléatoires réelles i.i.d. de loi normale centrée-réduite.

## Propriétés

### Densité
La densité de T, notée fT, est donnée par :
{\displaystyle f_{T}(t)={\frac {1}{\sqrt {k\pi }}}{\frac {\Gamma ({\frac {k+1}{2}})}{\Gamma ({\frac {k}{2}})}}\left(1+{\frac {t^{2}}{k}}\right)^{-{\frac {k+1}{2}}},\;{\textrm {pour}}\;k>0}.
où Γ est la fonction Gamma d'Euler.
La densité fT associée à la variable T est symétrique, centrée en 0 et en forme de cloche.

### Espérance
Son espérance ne peut pas être définie pour k = 1, et est nulle pour k > 1.

### Variance
Sa variance est infinie pour k = 2 et vaut k/k – 2 pour k > 2.

### Comportement limite
Lorsque k est grand, la loi de Student converge vers la loi normale centrée réduite. Une manière simple de le démontrer est d'utiliser le lemme de Scheffé.

## Histoire
Le calcul de la loi de Student a été décrit en 1908 par William Gosset alors qu'il était employé à la brasserie Guinness à Dublin. Son patron, sans doute pour des raisons liées à la concurrence, interdisait à ses employés de publier sous leur propre nom. Pour cette raison Gosset choisit un pseudonyme, Student, qui, en anglais, signifie étudiant. Le test t et la théorie sont devenus célèbres par les travaux de Ronald Fisher qui a donné à la loi le nom de « loi de Student »,.

## La loi de Student dans l'échantillonnage
Soient X1, ..., Xn, n variables aléatoires mutuellement indépendantes et distribuées suivant une même loi normale {\displaystyle {\mathcal {N}}(\mu ,\sigma ^{2})} d’espérance μ et de variance σ2 qui correspondent à un échantillon de taille n. Considérons la moyenne empirique
{\displaystyle {\overline {X}}={\frac {1}{n}}\sum _{i=1}^{n}X_{i}}
et l'estimateur sans biais de la variance
{\displaystyle S^{2}={\frac {1}{n-1}}\sum _{i=1}^{n}(X_{i}-{\overline {X}})^{2}}.
Par normalisation, la variable aléatoire
{\displaystyle Z={\frac {{\overline {X}}-\mu }{\sigma /{\sqrt {n}}}}}
suit une loi normale standard (d’espérance 0 et de variance 1).
La variable aléatoire obtenue en remplaçant σ par S dans {\displaystyle Z} est
{\displaystyle T={\frac {{\overline {X}}-\mu }{S/{\sqrt {n}}}}},
{\displaystyle T} suit la loi de Student à n – 1 degrés de liberté.
Ce résultat est utile pour trouver des intervalles de confiance quand σ2 est inconnue, comme indiqué plus bas.
Pour justifier cela, on introduit la variable aléatoire
{\displaystyle U={\frac {1}{\sigma ^{2}}}\sum _{i=1}^{n}(X_{i}-{\overline {X}})^{2}}
qui permet d'écrire {\displaystyle {\frac {S^{2}}{\sigma ^{2}}}={\frac {U}{n-1}}} et
{\displaystyle T={\frac {{\overline {X}}-\mu }{\sigma /{\sqrt {n}}}}{\frac {1}{S/\sigma }}={\frac {Z}{\sqrt {U/(n-1)}}}}
Pour terminer il faut montrer que Z et U sont indépendantes et que U suit une loi du χ2 à n – 1 degrés de liberté. C'est précisément ce que montre le Théorème de Cochran.
Remarquons la perte d'un degré de liberté car même s'il y a n variables aléatoires Xi indépendantes, les {\displaystyle X_{i}-{\overline {X}}} ne le sont pas puisque leur somme fait 0.

## Application: intervalle de confiance associé à l’espérance d’une variable de loi normale de variance inconnue
Ce chapitre présente une méthode pour déterminer l'intervalle de confiance de l’espérance μ d’une loi normale. Notons que si la variance est connue, il vaut mieux utiliser directement la loi normale avec la moyenne {\displaystyle {\overline {X}}}.
Théorème — Étant donné un risque {\displaystyle \alpha } entre 0 et 1, on a
{\displaystyle \mathbb {P} \left(-t_{\alpha /2}^{n-1}<{\frac {{\overline {X}}-\mu }{S/{\sqrt {n}}}}<t_{\alpha /2}^{n-1}\right)=1-\alpha }
L'intervalle de confiance bilatéral de μ au niveau de confiance {\displaystyle 1-\alpha } est donné par :
{\displaystyle \left[\,{\overline {X}}-t_{\alpha /2}^{n-1}{\tfrac {S}{\sqrt {n}}};{\overline {X}}+t_{\alpha /2}^{n-1}{\tfrac {S}{\sqrt {n}}}\,\right]},
avec {\displaystyle {\overline {X}}}, l'estimateur ponctuel de l'espérance et {\displaystyle S}, l'estimateur non biaisé de l'écart-type définis ci-dessus.
{\displaystyle t_{\gamma }^{k}} est le quantile d’ordre {\displaystyle 1-\gamma } de la loi de Student à k degrés de liberté, c'est l'unique nombre qui vérifie
{\displaystyle \mathbb {P} (T\leq t_{\gamma }^{k})=1-\gamma }
lorsque T suit la loi de Student à k degrés de liberté.
Par exemple, voici les tailles mesurées en cm sur un échantillon de 8 personnes
| i                     | 1   | 2   | 3   | 4   | 5   | 6   | 7   | 8   |
| {\displaystyle x_{i}} | 155 | 160 | 161 | 167 | 171 | 177 | 180 | 181 |

on en calcule la moyenne statistique {\displaystyle {\overline {x}}} et la variance sans biais {\displaystyle s^{2}} :
{\displaystyle {\overline {x}}={\frac {1}{8}}\sum _{i=1}^{8}x_{i}=169}
{\displaystyle s^{2}={\frac {1}{7}}\sum _{i=1}^{8}(x_{i}-{\overline {x}})^{2}=96{,}{\underline {857142}}}
Prenons un risque {\displaystyle \alpha =10\%}, donc un niveau de confiance {\displaystyle 1-\alpha =90\%}.
Aux arrondis près, le tableau des quantiles ci-dessous donne
{\displaystyle t_{5\%}^{7}=1{,}895}, et l'intervalle de confiance est
{\displaystyle \left[{\overline {x}}-t_{5\%}^{7}{\frac {s}{\sqrt {8}}};{\overline {x}}+t_{5\%}^{7}{\frac {s}{\sqrt {8}}}\right]=\left[162{,}4;175{,}6\right].}
La probabilité que la taille moyenne de la population soit dans cet intervalle est de 90 %.
Or la taille moyenne des français est de 177 cm, mais 177 n'appartient pas à cet intervalle de confiance, on peut alors dire que cet échantillon ne correspond pas à la population française, avec 10 % d'erreur. C'est un exemple d'application du test de Student.
Le graphique suivant illustre la notion de niveau de confiance en tant qu'intégrale de la fonction {\displaystyle f_{T}} pour {\displaystyle k=7}, représentée par l'aire de la zone en bleu.
En résumé, pour un échantillon {\displaystyle x_{1},x_{2},...x_{n}} d’une loi normale d'espérance μ, l’intervalle de confiance de μ au niveau {\displaystyle 1-\alpha } est :
{\displaystyle \left[\,{\overline {x}}-t_{\alpha /2}^{n-1}{\frac {s}{\sqrt {n}}},{\overline {x}}+t_{\alpha /2}^{n-1}{\frac {s}{\sqrt {n}}}\,\right]},
avec
{\displaystyle {\overline {x}}={\frac {1}{n}}\sum _{i=1}^{n}x_{i}},
{\displaystyle s^{2}={\frac {1}{n-1}}\sum _{i=1}^{n}(x_{i}-{\overline {x}})^{2}},
et {\displaystyle t_{\gamma }^{k}} le quantile d’ordre {\displaystyle 1-\gamma } de la loi de Student à k degrés de liberté.

## Lois apparentées
- {\displaystyle X\sim \mathrm {t} (k=1)~} suit une loi de Cauchy : {\displaystyle X\sim \operatorname {Cauchy} (0,1)}.
- {\displaystyle \mathrm {t} (k)\,{\xrightarrow {\mathcal {L}}}\,{\mathcal {N}}(0,1)} : la loi de Student converge en loi vers la loi normale.
- Si {\displaystyle X\sim \mathrm {t} (k)\!} suit une loi de Student alors X2 suit une loi de Fisher : {\displaystyle X^{2}\sim \operatorname {F} (\nu _{1}=1,\nu _{2}=k)}
- {\displaystyle X\sim \mathrm {t} (k)~} a une loi de Student si {\displaystyle \sigma ^{2}\sim {\mbox{Inv-}}\chi ^{2}(k,1)\!} suit une loi inverse-χ² et {\displaystyle X\sim {\mathcal {N}}(0,\sigma ^{2})\!} suit une loi normale.

## Tableau des valeurs du quantile
Le tableau suivant fournit les valeurs de certains quantiles de la loi de Student pour différents degrés de liberté k.
Pour chaque valeur de {\displaystyle 1-\alpha }, le quantile donné est tel que la probabilité pour qu'une variable suivant une loi de Student à k degrés de liberté lui soit inférieur est de {\displaystyle 1-\alpha }.
Ainsi, pour {\displaystyle 1-\alpha =0{,}95} et k = 7,
si T suit une loi de Student à 7 degrés de liberté,
on lit dans la table  que {\displaystyle \mathbb {P} (T\leq 1{,}895)=0{,}95}.
Pour un intervalle de pari bilatéral à 95 %, on prendra le quantile à 97,5 % : {\displaystyle \mathbb {P} (T\in [-2{,}365;2{,}365])=0{,}95}.
Notons également que si l'on note {\displaystyle t_{\alpha }^{k}} le quantile d'ordre {\displaystyle 1-\alpha } de la loi de Student à k degrés de liberté alors on a {\displaystyle t_{\alpha }^{k}=-t_{1-\alpha }^{k}}.
Avec l'exemple précédent, on a {\displaystyle \mathbb {P} (T\leq 1{,}895)=0{,}95} et {\displaystyle \mathbb {P} (T\leq -1{,}895)=0{,}05}
Un tableur standard permet de calculer ces quantiles de manière plus précise,
par exemple LOI.STUDENT.INVERSE(0,95;7) donne {\displaystyle 1{,}89457860509001}
 (octobre 2023).
Améliorez-le ou discutez des points à vérifier. 
.
On obtient la même valeur avec la commande qt(0.95,7) du logiciel R.
En général qt({\displaystyle 1-\alpha },{\displaystyle k}) donne {\displaystyle t_{\alpha }^{k}}.
| 1–α | 75 %  | 80 %  | 85 %  | 90 %  | 95 %  | 97,5 % | 99 %  | 99,5 % | 99,75 % | 99,9 % | 99,95 % |
| k   |       |       |       |       |       |        |       |        |         |        |         |
| --- | ----- | ----- | ----- | ----- | ----- | ------ | ----- | ------ | ------- | ------ | ------- |
| 1   | 1,000 | 1,376 | 1,963 | 3,078 | 6,314 | 12,71  | 31,82 | 63,66  | 127,3   | 318,3  | 636,6   |
| 2   | 0,816 | 1,061 | 1,386 | 1,886 | 2,920 | 4,303  | 6,965 | 9,925  | 14,09   | 22,33  | 31,60   |
| 3   | 0,765 | 0,978 | 1,250 | 1,638 | 2,353 | 3,182  | 4,541 | 5,841  | 7,453   | 10,21  | 12,92   |
| 4   | 0,741 | 0,941 | 1,190 | 1,533 | 2,132 | 2,776  | 3,747 | 4,604  | 5,598   | 7,173  | 8,610   |
| 5   | 0,727 | 0,920 | 1,156 | 1,476 | 2,015 | 2,571  | 3,365 | 4,032  | 4,773   | 5,893  | 6,869   |
| 6   | 0,718 | 0,906 | 1,134 | 1,440 | 1,943 | 2,447  | 3,143 | 3,707  | 4,317   | 5,208  | 5,959   |
| 7   | 0,711 | 0,896 | 1,119 | 1,415 | 1,895 | 2,365  | 2,998 | 3,499  | 4,029   | 4,785  | 5,408   |
| 8   | 0,706 | 0,889 | 1,108 | 1,397 | 1,860 | 2,306  | 2,896 | 3,355  | 3,833   | 4,501  | 5,041   |
| 9   | 0,703 | 0,883 | 1,100 | 1,383 | 1,833 | 2,262  | 2,821 | 3,250  | 3,690   | 4,297  | 4,781   |
| 10  | 0,700 | 0,879 | 1,093 | 1,372 | 1,812 | 2,228  | 2,764 | 3,169  | 3,581   | 4,144  | 4,587   |
| 11  | 0,697 | 0,876 | 1,088 | 1,363 | 1,796 | 2,201  | 2,718 | 3,106  | 3,497   | 4,025  | 4,437   |
| 12  | 0,695 | 0,873 | 1,083 | 1,356 | 1,782 | 2,179  | 2,681 | 3,055  | 3,428   | 3,930  | 4,318   |
| 13  | 0,694 | 0,870 | 1,079 | 1,350 | 1,771 | 2,160  | 2,650 | 3,012  | 3,372   | 3,852  | 4,221   |
| 14  | 0,692 | 0,868 | 1,076 | 1,345 | 1,761 | 2,145  | 2,624 | 2,977  | 3,326   | 3,787  | 4,140   |
| 15  | 0,691 | 0,866 | 1,074 | 1,341 | 1,753 | 2,131  | 2,602 | 2,947  | 3,286   | 3,733  | 4,073   |
| 16  | 0,690 | 0,865 | 1,071 | 1,337 | 1,746 | 2,120  | 2,583 | 2,921  | 3,252   | 3,686  | 4,015   |
| 17  | 0,689 | 0,863 | 1,069 | 1,333 | 1,740 | 2,110  | 2,567 | 2,898  | 3,222   | 3,646  | 3,965   |
| 18  | 0,688 | 0,862 | 1,067 | 1,330 | 1,734 | 2,101  | 2,552 | 2,878  | 3,197   | 3,610  | 3,922   |
| 19  | 0,688 | 0,861 | 1,066 | 1,328 | 1,729 | 2,093  | 2,539 | 2,861  | 3,174   | 3,579  | 3,883   |
| 20  | 0,687 | 0,860 | 1,064 | 1,325 | 1,725 | 2,086  | 2,528 | 2,845  | 3,153   | 3,552  | 3,850   |
| 21  | 0,686 | 0,859 | 1,063 | 1,323 | 1,721 | 2,080  | 2,518 | 2,831  | 3,135   | 3,527  | 3,819   |
| 22  | 0,686 | 0,858 | 1,061 | 1,321 | 1,717 | 2,074  | 2,508 | 2,819  | 3,119   | 3,505  | 3,792   |
| 23  | 0,685 | 0,858 | 1,060 | 1,319 | 1,714 | 2,069  | 2,500 | 2,807  | 3,104   | 3,485  | 3,767   |
| 24  | 0,685 | 0,857 | 1,059 | 1,318 | 1,711 | 2,064  | 2,492 | 2,797  | 3,091   | 3,467  | 3,745   |
| 25  | 0,684 | 0,856 | 1,058 | 1,316 | 1,708 | 2,060  | 2,485 | 2,787  | 3,078   | 3,450  | 3,725   |
| 26  | 0,684 | 0,856 | 1,058 | 1,315 | 1,706 | 2,056  | 2,479 | 2,779  | 3,067   | 3,435  | 3,707   |
| 27  | 0,684 | 0,855 | 1,057 | 1,314 | 1,703 | 2,052  | 2,473 | 2,771  | 3,057   | 3,421  | 3,690   |
| 28  | 0,683 | 0,855 | 1,056 | 1,313 | 1,701 | 2,048  | 2,467 | 2,763  | 3,047   | 3,408  | 3,674   |
| 29  | 0,683 | 0,854 | 1,055 | 1,311 | 1,699 | 2,045  | 2,462 | 2,756  | 3,038   | 3,396  | 3,659   |
| 30  | 0,683 | 0,854 | 1,055 | 1,310 | 1,697 | 2,042  | 2,457 | 2,750  | 3,030   | 3,385  | 3,646   |
| 40  | 0,681 | 0,851 | 1,050 | 1,303 | 1,684 | 2,021  | 2,423 | 2,704  | 2,971   | 3,307  | 3,551   |
| 50  | 0,679 | 0,849 | 1,047 | 1,299 | 1,676 | 2,009  | 2,403 | 2,678  | 2,937   | 3,261  | 3,496   |
| 60  | 0,679 | 0,848 | 1,045 | 1,296 | 1,671 | 2,000  | 2,390 | 2,660  | 2,915   | 3,232  | 3,460   |
| 80  | 0,678 | 0,846 | 1,043 | 1,292 | 1,664 | 1,990  | 2,374 | 2,639  | 2,887   | 3,195  | 3,416   |
| 100 | 0,677 | 0,845 | 1,042 | 1,290 | 1,660 | 1,984  | 2,364 | 2,626  | 2,871   | 3,174  | 3,390   |
| 120 | 0,677 | 0,845 | 1,041 | 1,289 | 1,658 | 1,980  | 2,358 | 2,617  | 2,860   | 3,160  | 3,373   |
| ∞   | 0,674 | 0,842 | 1,036 | 1,282 | 1,645 | 1,960  | 2,326 | 2,576  | 2,807   | 3,090  | 3,291   |

Remarque : la dernière ligne du tableau ci-dessus correspond aux grandes valeurs de k. Il s’agit d’un cas limite pour lequel la loi de Student est équivalente à la loi normale centrée et réduite.